# Monte Patria
Monte Patria ist eine Stadt und Gemeinde in der Provinz Limarí in der Región de Coquimbo in Chile. Bei der Volkszählung im Jahr 2017 hatte sie 30.751 Einwohner. Die Gemeinde erstreckt sich über eine Fläche von 4336,9 km².

## Geschichte
Die Kolonialisierung veränderte das von Diaguitas und Inkas bewohnte Gebiet mit dem von der spanischen Krone angeordneten Encomienda-System der politisch-wirtschaftlichen Verwaltung, in dem neue Lebens- und Arbeitsorganisationen eingeführt wurden, die einen langen Prozess der Transkulturation und Rassenmischung einleiteten.
1585 galt Limarí als ein einziges Tal, das in der Bergkette begann und im Meer endete. Darin erscheint nur ein Besitzer: Don Fernando de Aguirre. Sein Besitz wurde später aufgeteilt. Ein Teil blieb in den Händen von Doña María de Aguirre und andere in den Händen von Don Francisco Riveros y Figueroa, ihrem Schwiegersohn. Der Feldmeister Don Pedro Cortés Monroy seinerseits beantragte am Ende seiner Dienste in den Arauco-Feldzügen eine Encomienda. Die Petition von 1598 wies ihm 8.000 Huana-Blöcke zu und erhielt anschließend weitere 1.000, die ihn zum Gouverneur des Königreichs machen würden. Damit bedeckte ihr Land die Gebiete, die sich zwischen den Flüssen Huatulame und Grande erstrecken, während die Gebiete weiter oben leer blieben. Diesen Stätten schien ein großer Berg vorauszugehen, der Monterrey genannt wurde, eine obligatorische Richtung für die Suche nach Holz, das für die Herstellung von Speeren geeignet war, und der später in Zeiten der Unabhängigkeit Monte Patria genannt wurde.
Der durch den Eroberungsprozess bedingte Rückgang der einheimischen Bevölkerung, der durch nie zuvor bekannte Epidemien der Indianer und ausbeuterische Arbeitsbedingungen gekennzeichnet war, zwang die indianische Bevölkerung dazu, durch Yanaconas oder aus Peru mitgebrachte Indianer ersetzt zu werden. Darüber hinaus kam es zum Handel mit der indigenen Bevölkerung der Huarpes aus den transandinen Gebieten in		Tucumán, San Juan und Cuyo. Hinzu kam die Anwesenheit eines bedeutenden Kontingents, das ebenfalls mit den Encomenderos eintraf.
Ende des 18. Jahrhunderts kam es zu einer Aufteilung der Besitztümer Monterreys, an deren Spitze die Ranch Muñóz stand. Weiter oben wurde das Land weiterhin als Sommerweide genutzt, wodurch große Ranches entstanden, die als an Grundstücke in Huamalata und Limarí angegliedert gelten.
Die Gründung der Gemeinde Monte Patria begann im 18. Jahrhundert durch die Schenkung und Lieferung von Land an Don Juan Cisternas de la Cerna, Bürgermeister von La Serena, bei dem es sich um die Überschüsse von Oberst Pedro Cortés Monroy, Marquis von Huana y Huanilla, handelte. Er ist der Sohn dieses Obersten, der sich als Besitzer der Monterrey-Ranch ausgibt. Während der Unabhängigkeit wählten die Patrioten die Gebirgspässe Guana (wo sich die Carabinieri-Station im Werk Los Molles befindet) und Calderón (heutiger Pass La Chapetona) aus, um die Spanier zu überraschen, die Coquimbo besetzten. Aus dieser Tatsache entstand der Name der Gemeinde, eine Ablehnung des bis dahin vorherrschenden Namens Monterrey und gleichzeitig eine Hommage an die besagte Armee.

## Bevölkerung
Laut der Volkszählung des Nationalen Statistikinstituts von 2002 hatte Monte Patria 30.276 Einwohner. Davon lebten 13.340 (44,1 %) in städtischen Gebieten und 16.936 (55,9 %) in ländlichen Gebieten. Zu diesem Zeitpunkt lebten in der Gemeinde 15.351 Männer und 14.925 Frauen. Im Jahr 2017 zählte man 30.751 Personen.